# Nejvyšší kráječ
Nejvyšší kráječ, také nejvyšší kraječ nebo dokonce nejvyšší předkráječ (německy Oberstvorschneider, případně Oberst-Vorschneider nebo oberster Vorschneider, latinsky incisor, případně structor mensae) byl dvorský úřad, jehož držitel při veřejném (slavnostním) stolování nakrájel a předložil jídlo panovníkovi. Někdy vykonával i úřad mistra ochutnávače (Kredenzmeister).

## České království
V Českém království úřad dědičně zastávali Sezimové z Ústí, získali ho po polovině 15. století od Ladislava Pohrobka. Po jejich vymření přešel úřad na Waldsteiny, protože Jiří František Adam z Waldsteinu († 1666) byl synem Zdislavy Sezimové z Ústí († 1632) a Rudolfa Maxmiliána z Waldsteinu (1592–1649). Od roku 1656 tedy hodnost zastávala hrabata Waldsteinové, od 25. dubna 1716 dědičně.
Během korunovační hostiny Karla VI. v roce 1723 nejvyšší kráječ podal králi vodu na umytí rukou. Obdobně během korunovace Ferdinanda V. Dobrotivého v roce 1836 držel nádobu, ve které si císař umyl ruce, než zasedl k banketní tabuli. Poté krájel jídla.
- (1527) Sezema z Ústí – při korunovaci Ferdinanda I.
- Jiří mladší Popel z Lobkowicz (1. 3. 1556 – 11. 9. 1590; duchcovská linie) Čechy nebo císařský ???
- Vilém starší Popel z Lobkowicz[10] (1567–1626 Zbiroh; tachovská linie) Čechy nebo císařský ??? – asi za Rudolfa II.
- ?–1487 Sezema III. z Ústí († 1487)
- ?–1539 Jan starší Sezima z Ústí († 1539)
- ?– 1617 Jan Sezima z Ústí († 1617), úřad zastával v roce 1611 v době korunovace Matyáše Habsburského na českého krále. Protože byl zároveň nejvyšším dvorským sudím, v průvodu přinášel královské jablko.[11] Korunovace Anny Tyrolské na českou královnu v roce 1616 se nezúčastnil, protože byl nemocný. Během obřadu ho zastupoval jeho strýc Jan Petr Sezima z Ústí († asi 1623).[12]
- 1656–1666 Jiří František Adam,[13] také Adam František z Waldsteinu[14][15] († 1666), dědictví po vymřelých Sezimech z Ústí. Diplom císaře Ferdinanda III. byl vydán v Praze 2. září 1656.[15]
- ?–1731 Jan Josef z Waldsteinu (26. 6. 1684 – 22. 4. 1731), v letech 1720–1731 byl nejvyšším zemským maršálkem Českého království
  - protože byl také držitelem zemského úřadu, při korunovaci Karla VI. a jeho manželky Alžběty Kristýny v roce 1723 ho jako nejvyššího kráječe zastupoval Jan Antonín z Waldsteinu (1679–1763) z rožďalovické linie hostinské větve[6][7][pozn. 1]
- ?–1748 František Arnošt z Waldsteinu (19. 7. 1705 Praha – 14. 9. 1748 Praha)
  - úřad zastával při korunovaci Marie Terezie v roce 1743
- 1748–1797 Jan Vincenc Ferrerius z Waldstein-Wartenbergu (17. 6. 1731 – 10. 4. 1797 Třebíč)
  - při korunovaci Leopolda II. v roce 1791[17]
- 1797–1832 Arnošt Filip z Waldstein-Wartenbergu[18] (26. 10. 1764 Mnichovo Hradiště – 13. 8. 1832 Mariánské Lázně)
- 1832–1858 Kristián Vincenc z Waldstein-Wartenbergu[19] (2. 1. 1794 Praha – 24. 12. 1858 Praha)
  - při korunovaci Ferdinanda V. v roce 1836[20]
- 1858–1904 Arnošt z Waldstein-Wartenbergu[21] (10. 10. 1821 Praha – 1. 8. 1904 Praha)
- 1904–1913 Arnošt Karel z Waldstein-Wartenbergu[22] (4. 2. 1849 Praha – 27. 6. 1913 Brioni)
- 1913–1918 Adolf z Waldstein-Wartenbergu[23] (27. 12. 1868 Praha – 20. 6. 1930 Doksy)

## Rakouské země

### Horní a Dolní Rakousy
Císař Josef I. udělil úřad Sinzendorfům. V Horních a Dolních Rakousích se jednalo o trojúřad – dědičný nejvyšší zemský kráječ, sudí (rozhodčí) a štítonoš (německy Oberst-Erbland-Vorschneider, Kampfrichter und Schildträger in Österreich ob und unter der Enns). Sinzendorfové vymřeli po meči v roce 1822, kdy naposledy vydechl první kníže Prosper. O dva roky později úřad získali Althannové.
- ?–1822 (18. 8.) Prosper ze Sinzendorfu (23. 2. 1751 – 18. 8. 1822), rod vymřel[24]
- neobsazeno
- 1824 (8. 5.)[24] – 1834 Michael Maxmilián z Althannu (13. 3. 1769 Vídeň – 28. 11. 1834 Svojšice), úřad propůjčen rakouským císařem Františkem I.[24]
- 1834–1861 Michael Josef z Althannu (19. 6. 1798 Linec – 5. 4. 1861 Międzylesie)
- 1861–1881 Michael Karel z Althannu (2. 5. 1801 Linec – 16. 5. 1881 Cannes)
- 1881–1918 Michael Robert z Althannu[2] (8. 7. 1853 Milíčeves – 25. 2. 1919 Vídeň)

### Štýrsko
V letech 1596–1696 zastávali úřad dědičného zemského kráječe (Erblandvorschneider) ve Štýrském vévodství svobodní pánové a později hrabata ze Schrattenbachu. V roce 1586 byl do úřadu dědičného královského kráječe ve Štýrsku jmenováni bratři Maxmilián ze Schrattenbachu (1537–1611), poradce arcivévody Karla II. Štýrského, a Jan Baltazar ze Schrattenbachu (1547–1618), hofmistr arcivévody Ferdinanda II.[zdroj?] V letech 1837–1848 zastával dědičný úřad rod svobodných pánů z Hammer-Purgstallu.
- 1596 (20. 10.)[25] – 1611 Maxmilián ze Schrattenbachu (1537–1611)

- ?–? Otto Jindřich ze Schrattenbachu
- ?–? František Antonín ze Schrattenbachu (5. 5. 1712 Štýrský Hradec – 22. 5. 1783 Baden u Vídně)
- 1837–1848 Josef z Hammer-Purgstallu[25]

### Korutany
V roce 1848 zastával dědičný úřad rod hrabat ze Stürgkhu.
- 1751–1801 Kristian August Seilern (22. dubna 1717 – 15. listopadu 1801 Vídeň)

### Kraňsko a vindická marka
V roce 1848 nebyl úřad obsazen.

### Tyrolsko
V roce 1848 zastával úřad rod hrabat z Wolkensteinu.